# Рудницьке (Тульчинський район)
Рудни́цьке — село в Україні, в Піщанській селищній громаді Тульчинського району Вінницької області. Населення становить 835 осіб.
Знаходиться за 1,5 км від станції Нефар, за 7 км від Рудниці.

## Географія
У селі бере початок річка Савранка, ліва притока Саврані.

## Історія
7 (20) листопада 1917 року, відповідно до Третього Універсалу Української Центральної Ради, увійшло до складу Української Народної Республіки.
12 червня 2020 року, відповідно до Розпорядження Кабінету Міністрів України від  № 707-р «Про визначення адміністративних центрів та затвердження територій територіальних громад Вінницької області», село увійшло до складу Піщанської селищної громади.
19 липня 2020 року, в результаті адміністративно-територіальної реформи та ліквідації Піщанського району, воно увійшло до складу новоутвореного Тульчинського району.

## Галерея

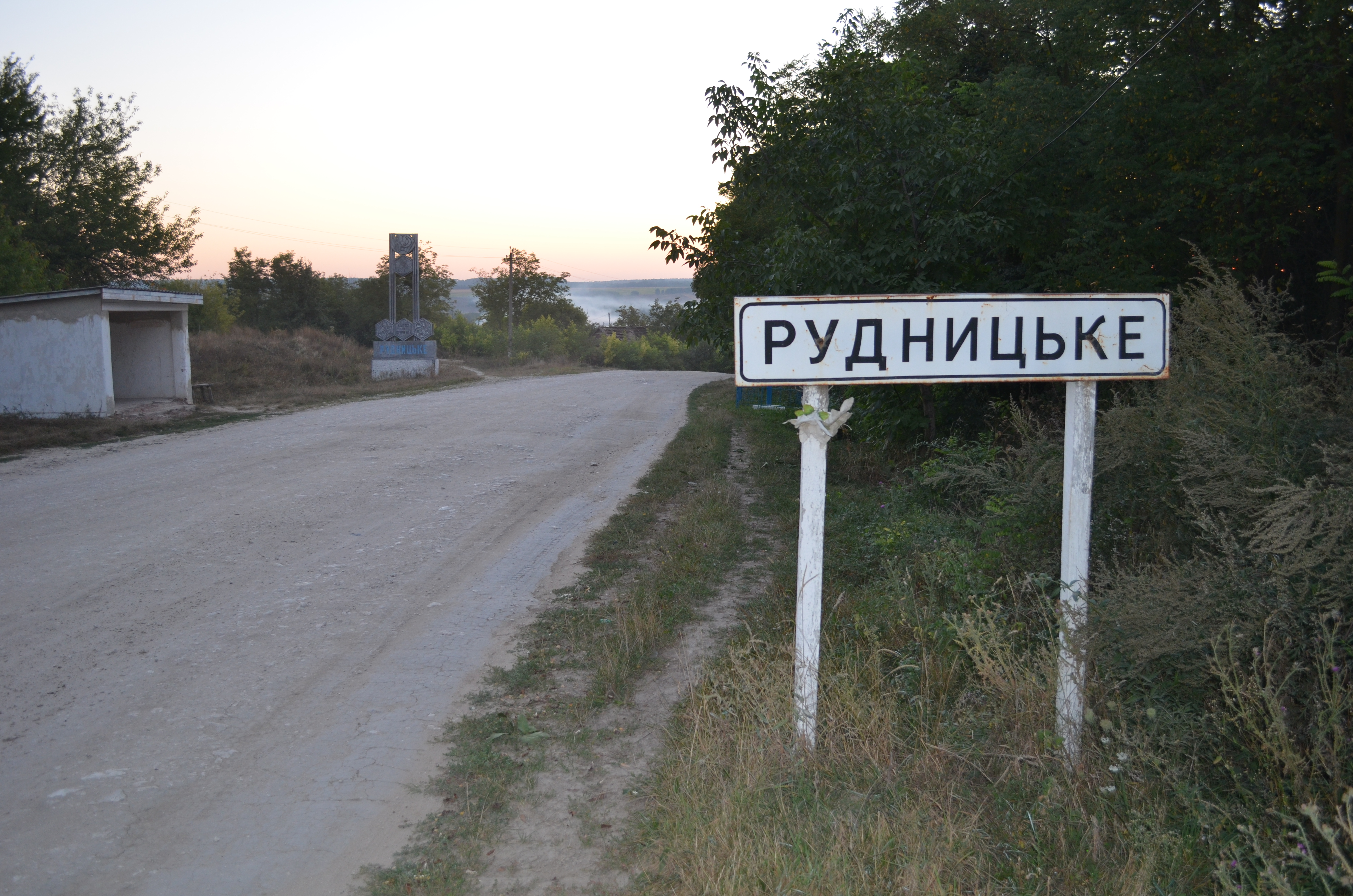
В'їзний знак
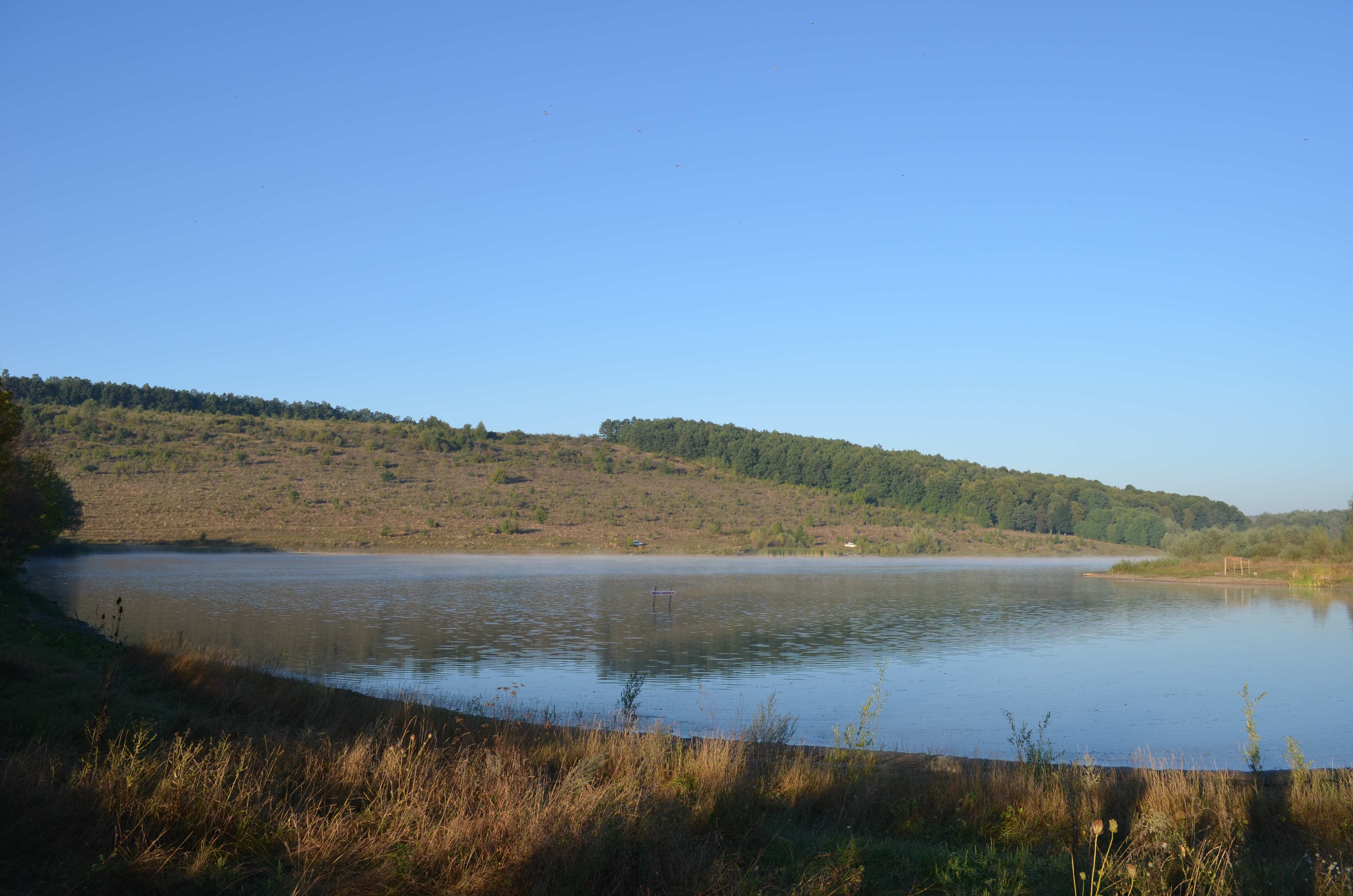
Ставок
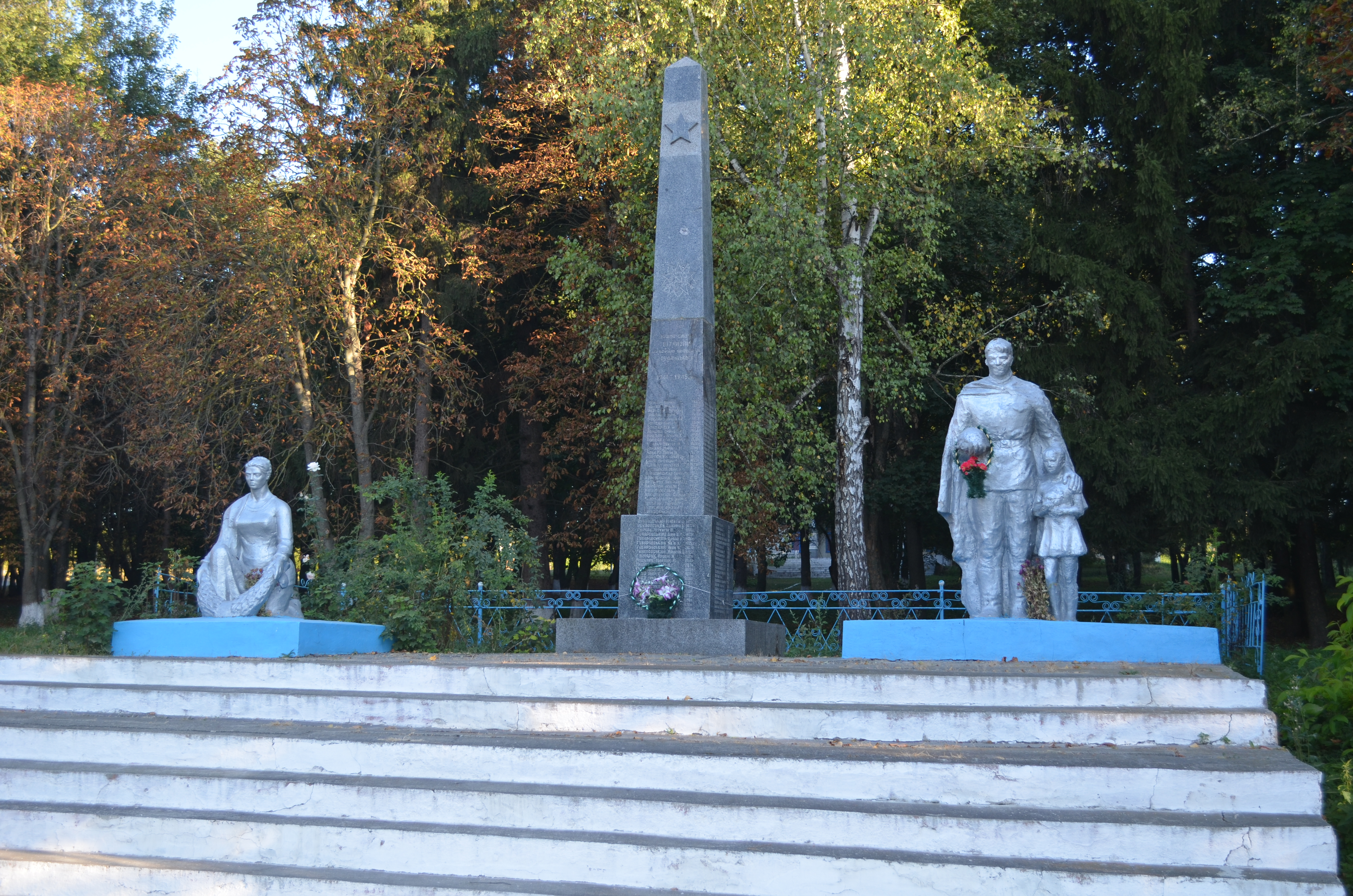
Пам'ятник воїнам-односельчанам
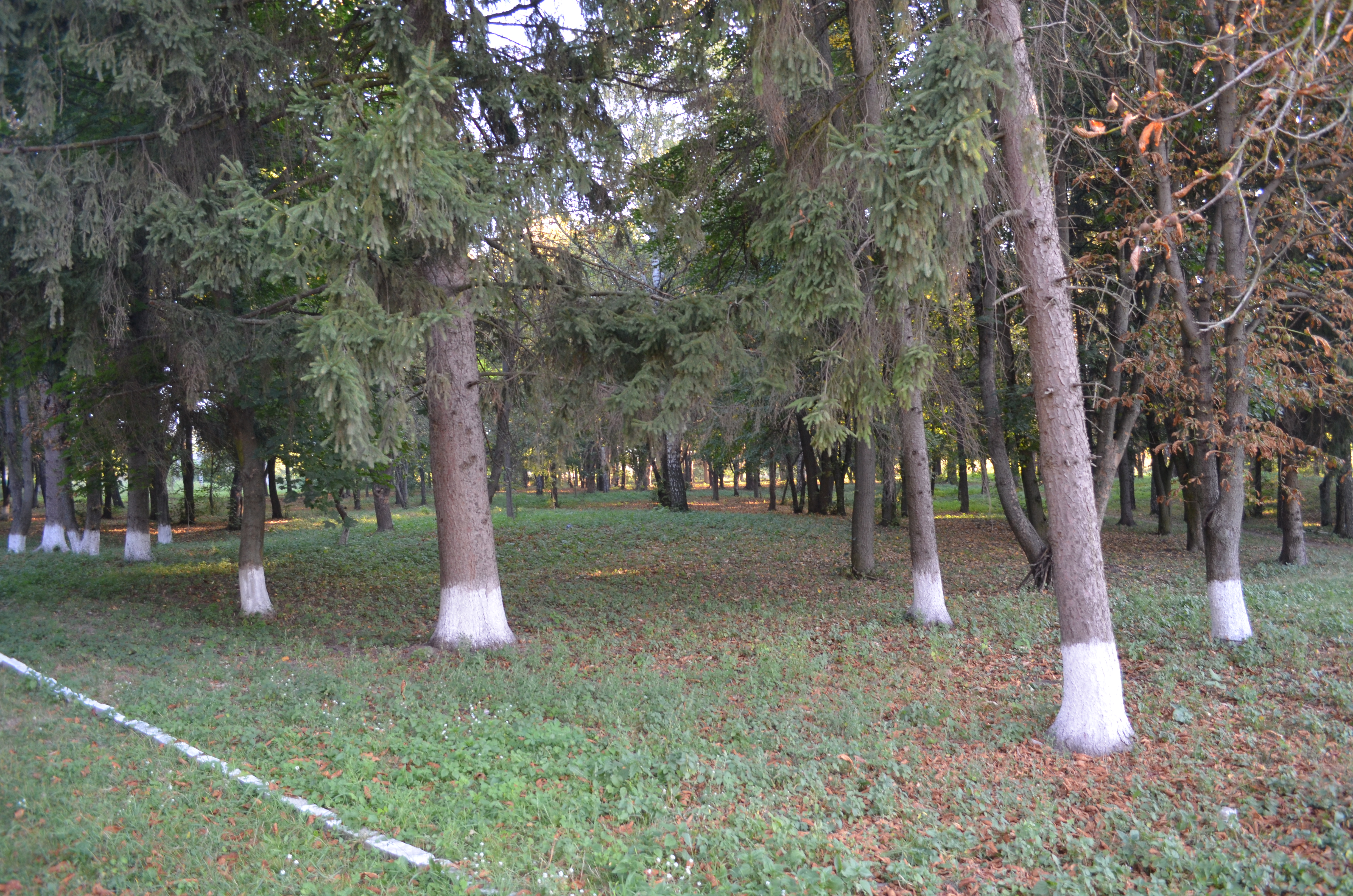
Парк
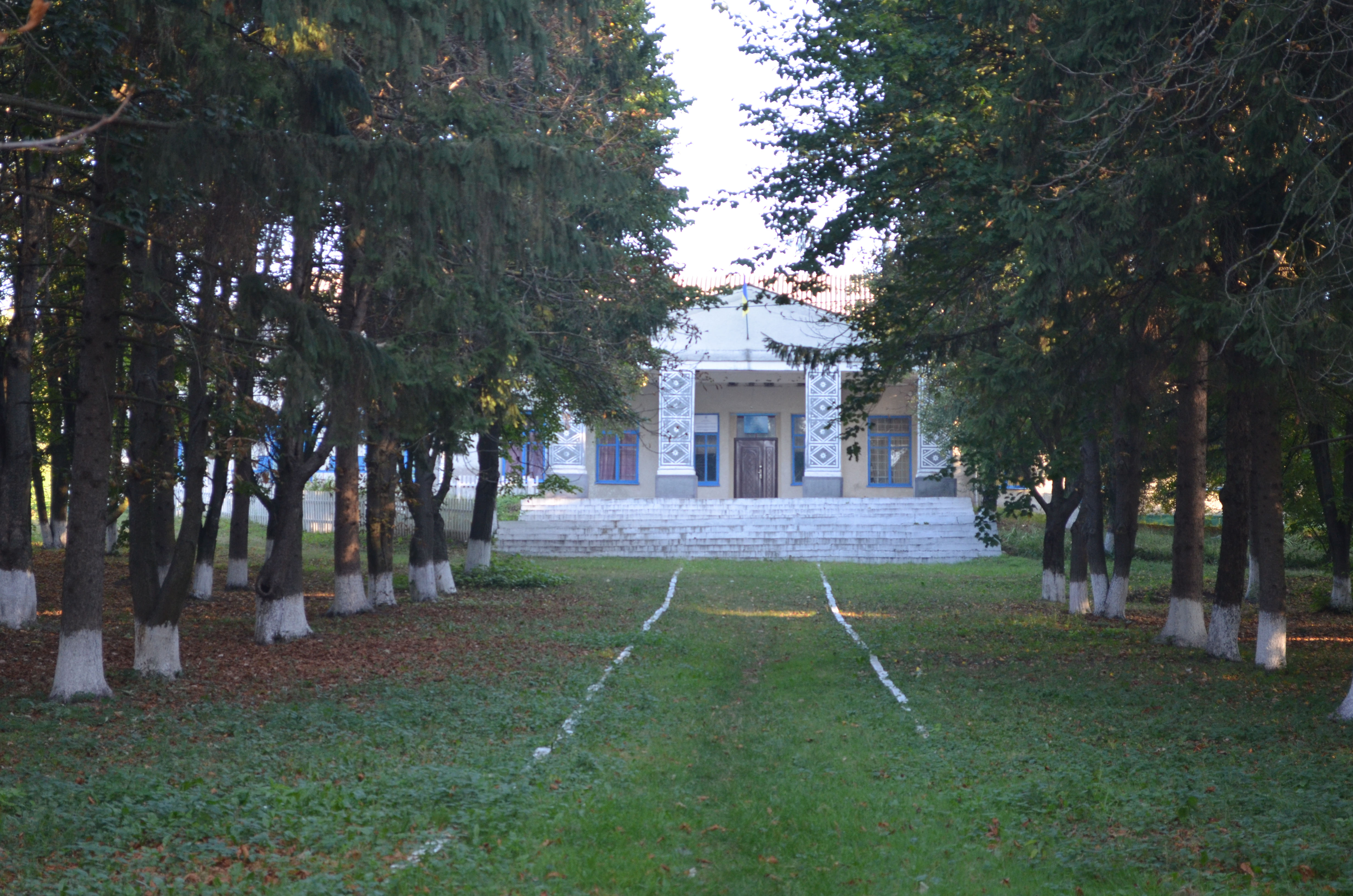
Сільська рада та Будинок культури
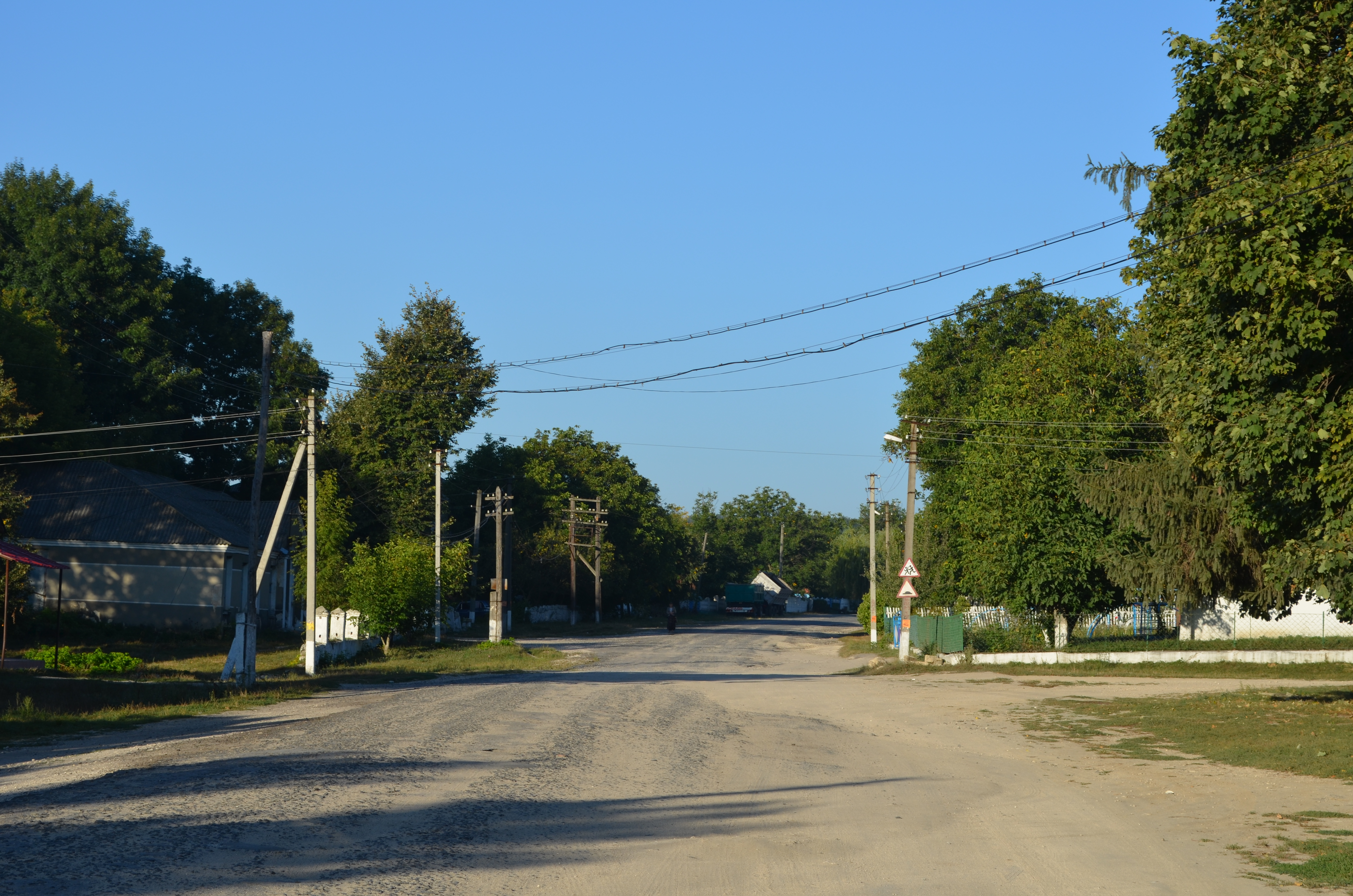
Головна вулиця села
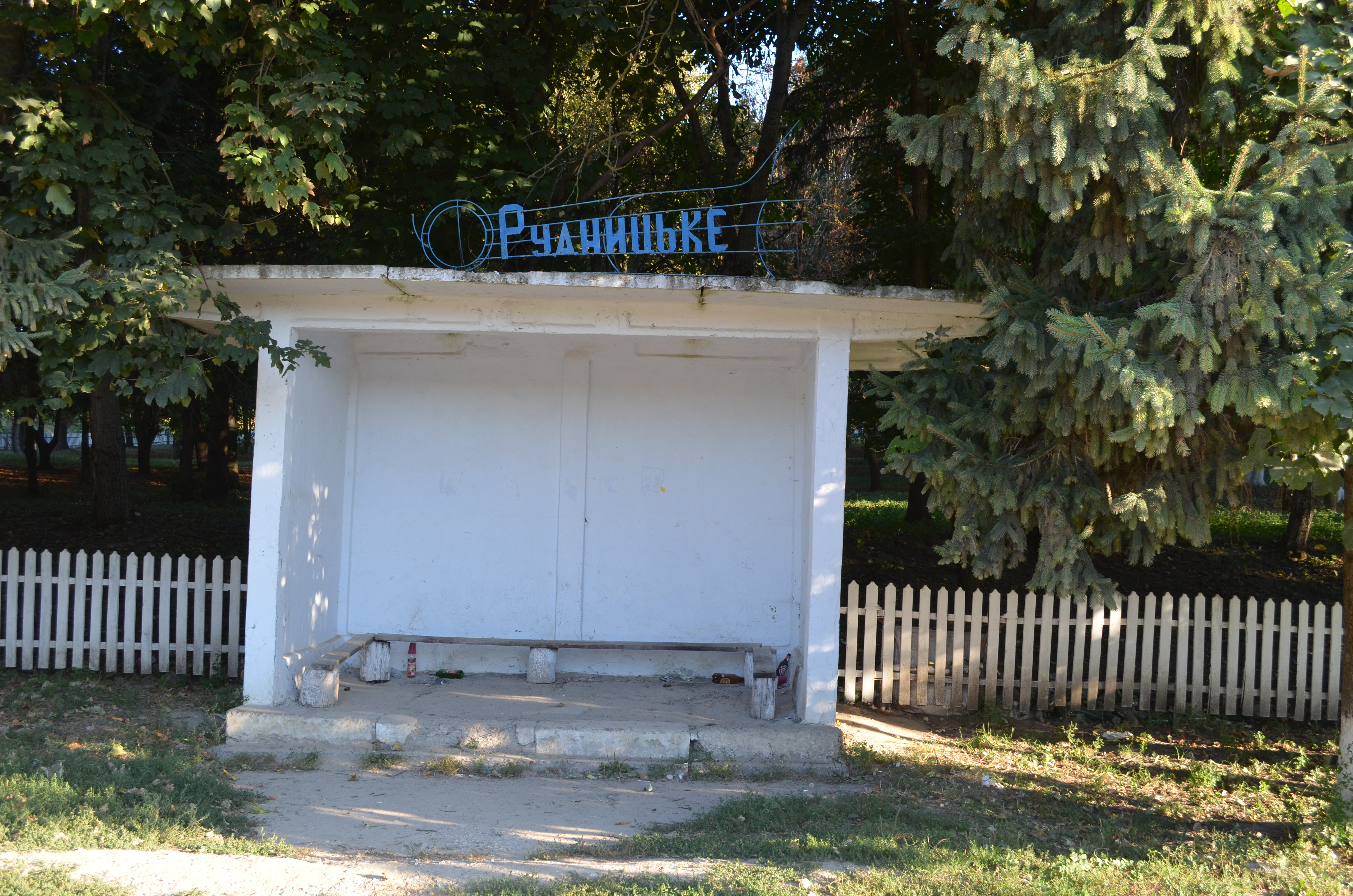
Автобусна зупинка
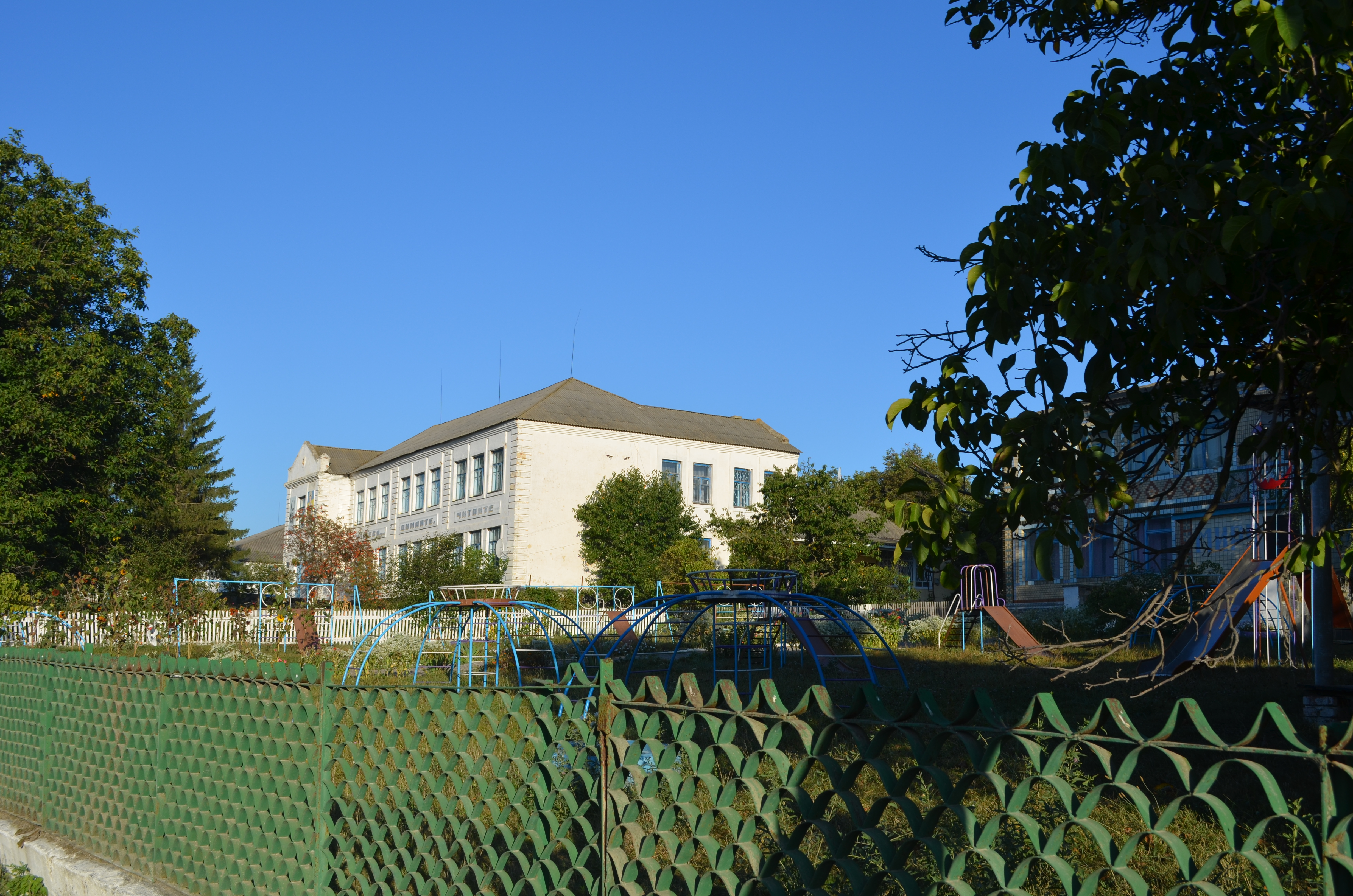
Школа та дитячий садок
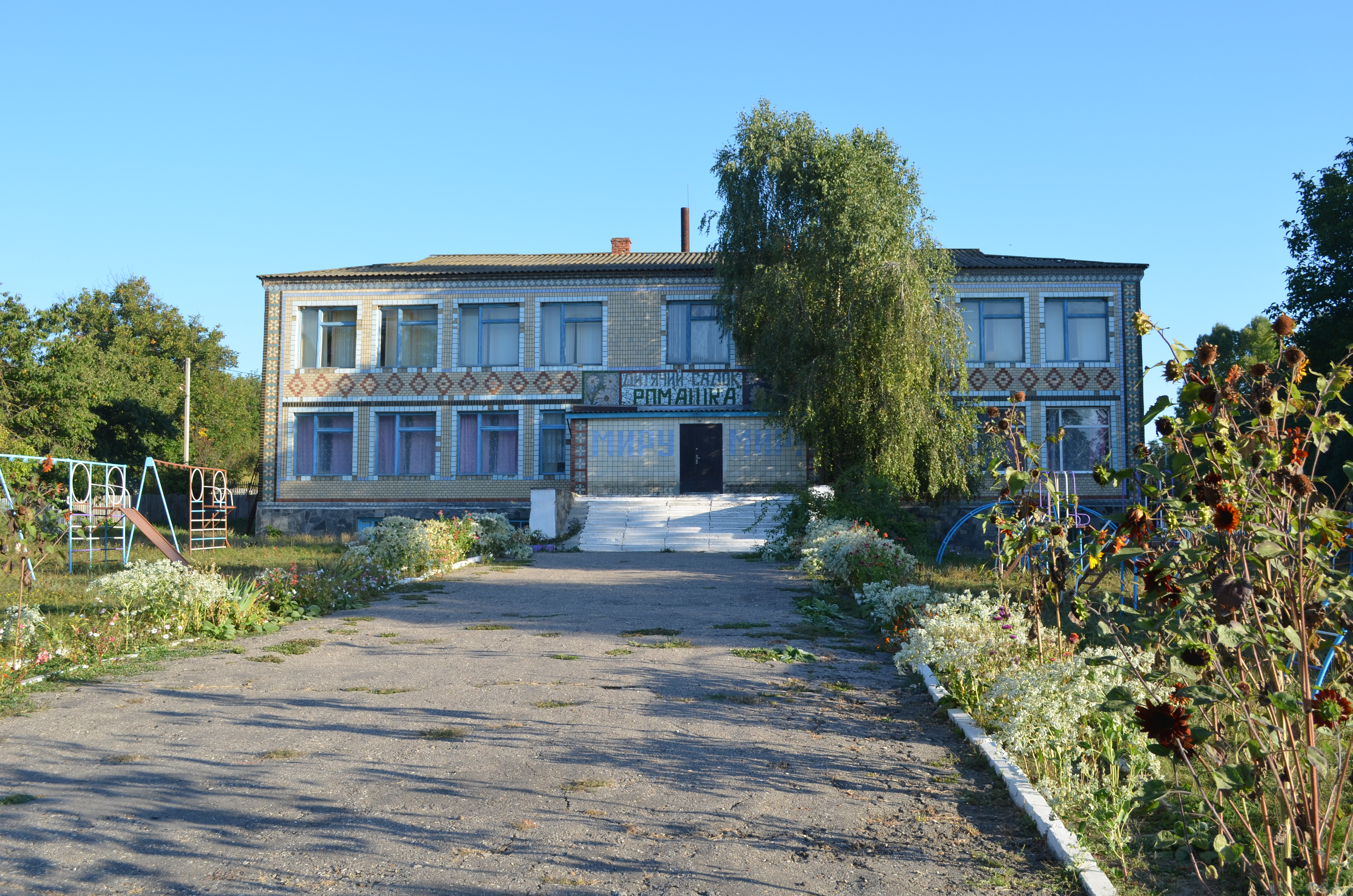
Дитячий садок
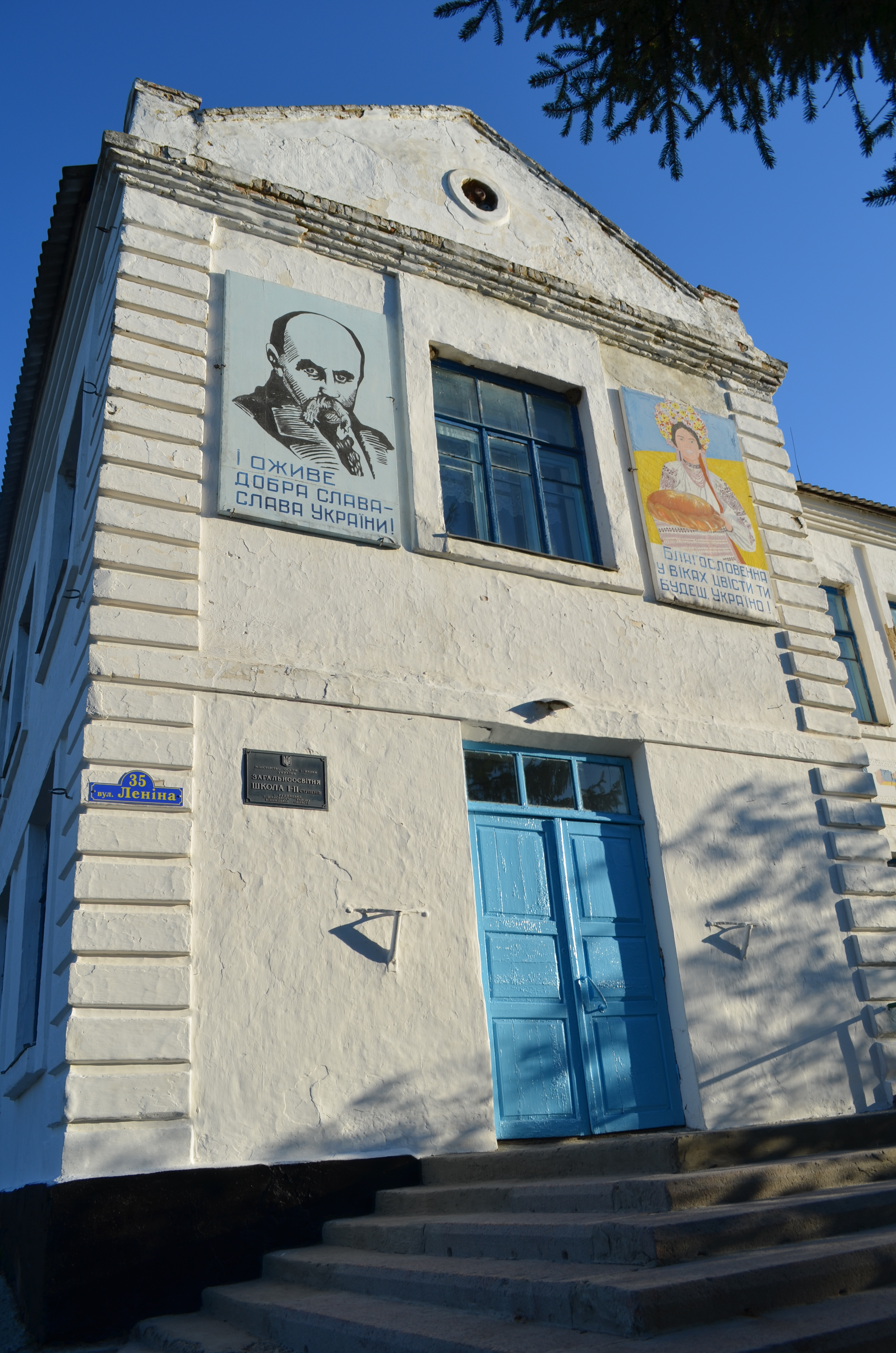
Школа
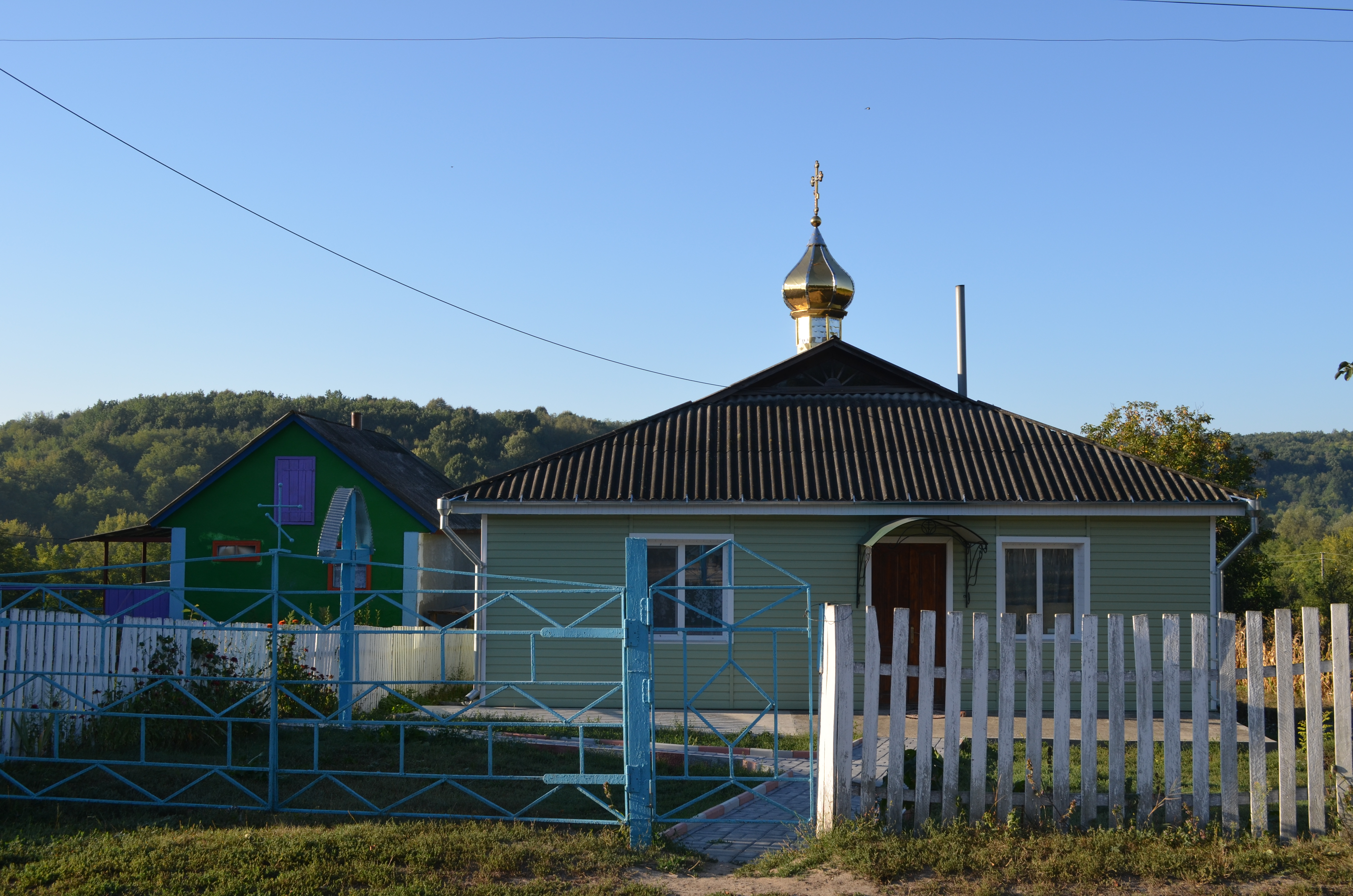
Церква